# VG-lista
VG-lista er en norsk musikhitliste, der bliver udgivet hver uge i avisen Verdens Gang. Den bliver betragtet som Norges primære musikhitliste, og består af albummer (Topp 40) og singler (Topp 20) fra lande og kontinenter fra hele verden. Det er en pendant til den danske Tracklisten. Listerne er udarbejdet af IFPI for VG og NRK. Data bliver indsamlet af Nielsen Saoundscan International og er baseret på omkring 100 butikker i Norge. Singlehitlisten startede som en top 10 i uge 43 1958, og blev udvidet til en top 20 i 1995. Albumhitlisten blev startet som en top 20 i uge 1 i 1967 og blev ligeledes udvidet i 1995 til at være top 40.
Listerne offentliggøres i VG hver fredag, og sendes på NRK P3 i weekenden. Topp 20 sendes lørdage kl. 14.03 til 16.00, og Topp 40 søndage kl. 22.00 til 24.00 med Christer Johan Pettersen-Dahl. 
Salgslisten for musik-DVDer blev en del af den officielle VG-liste fra og med uge 10 2003.

## Hitlister
Hitlisterne, der bliver offentliggjort hver uge, er:
- Topp 20 Singler
- Topp 40 Albummer
- Topp 10 Samlealbums (opsamlingsalbum)
- DVD Musikk
- Topp 10 Singles Norsk (kun singler på norsk)
- Topp 30 Albums Norsk (kun albums på norsk)

## Tv-program
Fra vinteren 1995 blev til et TV-program, som sendes på NRK1. I begyndelsen blev det sendt hver torsdag og fra 2000 blev det udvidet til at sende to gange hver uge (torsdag og fredag). De sidste år er programmet blevet sendt fredag kl 16.03-18.00 på NRK1 og NRK2 med genudsendelse på NRK2 en gang i weekenden. Grunden til at VG-listen blev sendt på to kanaler parallelt, var at seerne skulle have mulighed for at den normale udsendelse (NRK1) eller deltage i chatten (NRK2). Efter at NRK3 startede med at sende programmet i september 2007, har programmet gået over til at sende på denne kanal torsdag klokken 20.00 med en genudsendelse fredag kl 16.00 på NRK1.
Udover at se de forrig uges bedstsælgende hitsingler med musikvideoer består programmet også af gæster, interviews og konkurrencer.
I januar 2008 blev det bestemt at tv-programmet topp 20 skulle stoppes, og at listen hellere skulle implementeres i det nye program P3tv live.

### Programledere
- Benedicte Bendiksen (juni 2007 – december 2007)
- Nicholas Carlie (januar 2003- juni 2007)
- Vegard «Short Cut» Olsen (august 1999 – juni 2003)
- Silvany Bricen (januar 1998 – juni 1999)
- Hans Christian Andersen (august 1995 – juni 1997)
- Anne Karine Dybdahl Aarlid (januar – juni 1995)

Bag programmet står blandt andet Nicolai Sørensen, Anja Viuf, Erik Meyn.